# Parmi la foule
Albums de Hélène Ségara
Mon pays c'est la terre
(2008) Et si tu n'existais pas
(2013)
Parmi la foule est le sixième album studio d'Hélène Ségara (sans compter l'album en espagnol Hélène, l'album live à l'Olympia en 2001, et l'album de Notre Dame de Paris).
Il est  sorti le 25 avril 2011.
Le premier single, La vie avec Toi, a été chanté pour la première fois sur TF1 le 25 février dans l'émission Qui sera le meilleur ce soir?.
Hélène Ségara s'est entourée de Da Silva et de Mathieu Lecat (son époux) pour la majeure partie des compositions de cet album où elle garde malgré tout une place importante dans l'écriture des textes.
Mathieu Lecat, Da Silva, Thierry Surgeon, Iza Loris, et Frédéric Château (sous le pseudonyme d'Asdorve) sont les principaux collaborateurs sur cet album, sous la direction d'Antoine Angelelli.
Contrairement à son album précédent, Parmi la foule entre directement  dès la première semaine dans le top 10 des charts français.

## Titres
| No  | Titre                                           | Paroles                          | Musique                              | Producteur(s)    | Durée |
| --- | ----------------------------------------------- | -------------------------------- | ------------------------------------ | ---------------- | ----- |
| 1.  | La Vie avec toi                                 | Emmanuel Da Silva, Hélène Ségara | Da Silva, Mathieu Lecat              | Pierre Jaconelli | 3:13  |
| 2.  | Le Monde à l'envers (duo avec son fils Raphaël) | Da Silva, Ségara                 | Lecat                                | Jaconelli        | 3:47  |
| 3.  | Onze septembre                                  | Iza Loris                        | Asdorve                              | Asdorve          | 4:03  |
| 4.  | Quoi ? Rien                                     | Thierry Surgeon                  | Asdorve                              | Asdorve          | 4:31  |
| 5.  | À la renverse                                   | Da Silva                         | Lecat                                | Asdorve          | 3:37  |
| 6.  | Lame de fond                                    | Da Silva, Ségara                 | Da Silva, Lecat                      | Mathieu Lecat    | 4:38  |
| 7.  | La Croisée des chemins                          | Da Silva, Ségara                 | Antoine Angelelli, Gérard Capaldi    | Asdorve          | 3:53  |
| 8.  | Je ne vois que par toi (I Know You By Heart)    | Diane Scanlon                    | Eve Nelson                           | Jaconelli        | 3:56  |
| 9.  | Si tu savais qui je suis                        | Da Silva, Ségara                 | Lecat                                | Lecat            | 3:15  |
| 10. | Parmi la foule                                  | Da Silva, Ségara                 | Lecat                                | Asdorve          | 4:29  |
| 11. | Avant la fin                                    | Da Silva, Ségara                 | Fabrice Aboulker                     | Jaconelli        | 3:36  |
| 12. | La Balançoire                                   | Da Silva, Ségara                 | Laurent Delliaux, Christian Loigerot | Asdorve          | 4:39  |

## Classement hebdomadaire
| Classement (2011)            | Meilleure position |
| ---------------------------- | ------------------ |
| Belgique (Wallonie Ultratop) | 5                  |
| France (SNEP)                | 9                  |
| Suisse (Schweizer Hitparade) | 58                 |

## Sources
1. ↑  http://www.chartsinfrance.net/charts/albums.php%7C   consulté le 7 mai 2011
2. ↑  1re interprète : Eva Cassidy, 1997, dans l'album Eva by Heart. Adaptation en français : Patrick Loiseau
3. ↑  Ultratop.be – Hélène Ségara – Parmi la foule. Ultratop 200 albums. Ultratop et Hung Medien / hitparade.ch.
4. ↑  Lescharts.com – Hélène Ségara – Parmi la foule. SNEP. Hung Medien.
5. ↑  (en) Swisscharts.com – Hélène Ségara – Parmi la foule. Schweizer Hitparade. Hung Medien.